# Ircinia variabilis
Ircinia variabilis är en svampdjursart som först beskrevs av Schmidt 1862.  Ircinia variabilis ingår i släktet Ircinia och familjen Irciniidae. Inga underarter finns listade i Catalogue of Life.